# Europese weg 641
De Europese Weg 641 of E641 is een weg die begint in het Oostenrijkse Wörgl bij de aansluiting met de E45 en E60 en vervolgens richting Sankt Johann in Tirol en Lofer gaat. Daarna gaat de weg heel even bij Bad Reichenhall door Duitsland om vervolgens in het Oostenrijkse Salzburg te eindigen (aansluiting E52, E55 en E60).